# Bob-Weltcup 2021/22
Der Bob-Weltcup 2021/22 (Sponsorenname: BMW IBSF Weltcup 2021/2022) war eine von der International Bobsleigh & Skeleton Federation (IBSF) veranstaltete Wettkampfserie im Bobsport, in der Wettbewerbe im Zweierbob (Männer und Frauen) sowie im Viererbob (Männer) ausgetragen wurden. Der Weltcup begann am 20. November 2021 in Innsbruck-Igls und endete am 16. Januar 2022 in St. Moritz. Wie im Vorjahr fanden die Rennen ausschließlich in Europa statt. Als Höhepunkt der Saison fanden die Wettbewerbe bei den Olympischen Spielen vom 13. bis 20. Februar 2022 im chinesischen Yanqing statt, deren Ergebnisse jedoch nicht zum Weltcup zählten.
Zeitweise parallel zum Weltcup fanden die Rennen der Frauen-Monobob-Weltserie statt. Durchgehend am gleichen Ort wurden die Rennen zum Skeleton-Weltcup ausgetragen.

## Wettkampfkalender
Im April 2021 veröffentlichte die IBSF den Weltcupkalender für die Saison 2021/22, der Rennen auf sechs Bahnen in Europa vorsah. Der folgende Wettkampfkalender bildet den Planungsstand vom 14. Oktober 2021 ab.
| #  | Datum                              | Land                | Ort            | Wettkampfstätte                      | 2er F | 2er M | 4er |
| -- | ---------------------------------- | ------------------- | -------------- | ------------------------------------ | ----- | ----- | --- |
| 1  | 14.–21. November 2021              | Österreich          | Innsbruck-Igls | Olympia Eiskanal Innsbruck-Igls      | ●     | ●     | ●   |
| 2  | 21.–28. November 2021              | Österreich          | Innsbruck-Igls | Olympia Eiskanal Innsbruck-Igls      | ●     | ●     | ●   |
| 3  | 28. November – 5. Dezember 2021    | Deutschland         | Altenberg      | Rennschlitten- und Bobbahn Altenberg | ●     | ●     | ●   |
| 4  | 5.–12. Dezember 2021               | Deutschland         | Winterberg     | Veltins-Eisarena                     | ●     |       | ●●  |
| 5  | 12.–19. Dezember 2021              | Deutschland         | Altenberg      | Rennschlitten- und Bobbahn Altenberg | ●     | ●     | ●   |
| 6  | 26. Dezember 2021 – 2. Januar 2022 | Lettland            | Sigulda        | Bob- und Rennschlittenbahn Sigulda   | ●     | ●●    |     |
| 7  | 2.–9. Januar 2022                  | Deutschland         | Winterberg     | Veltins-Eisarena                     | ●     | ●     | ●   |
| 8  | 9.–16. Januar 2022                 | Schweiz             | St. Moritz     | Olympia Bob Run St. Moritz–Celerina  | ●     | ●     | ●   |
| OG | 13.–20. Februar 2022               | Volksrepublik China | Yanqing        | Yanqing National Sliding Center      | ●     | ●     | ●   |

## Übersicht
| 1. Weltcup in Igls, 20./21. November 2021 | 1. Weltcup in Igls, 20./21. November 2021                                     | 1. Weltcup in Igls, 20./21. November 2021                                            | 1. Weltcup in Igls, 20./21. November 2021  |
| ----------------------------------------- | ----------------------------------------------------------------------------- | ------------------------------------------------------------------------------------ | ------------------------------------------ |
| Disziplin                                 | Erster Platz                                                                  | Zweiter Platz                                                                        | Dritter Platz                              |
| Frauen-Zweier                             | DeutschlandLaura Nolte Leonie Fiebig                                          | DeutschlandKim Kalicki Anabel Galander                                               | KanadaChristine de Bruin Kristen Bujnowski |
| Männer-Zweier                             | DeutschlandFrancesco Friedrich Alexander Schüller                             | DeutschlandJohannes Lochner Florian Bauer                                            | GroßbritannienBrad Hall Greg Cackett       |
| Männer-Vierer                             | DeutschlandFrancesco Friedrich Thorsten Margis Candy Bauer Alexander Schüller | GroßbritannienBrad Hall Taylor Lawrence Nick Gleeson Greg Cackett                    | -                                          |
| Männer-Vierer                             | DeutschlandFrancesco Friedrich Thorsten Margis Candy Bauer Alexander Schüller | DeutschlandJohannes Lochner Christopher Weber Erec Maximilian Bruckert Florian Bauer | -                                          |

| 2. Weltcup in Igls, 27./28. November 2021 | 2. Weltcup in Igls, 27./28. November 2021                                          | 2. Weltcup in Igls, 27./28. November 2021                            | 2. Weltcup in Igls, 27./28. November 2021                    |
| ----------------------------------------- | ---------------------------------------------------------------------------------- | -------------------------------------------------------------------- | ------------------------------------------------------------ |
| Disziplin                                 | Erster Platz                                                                       | Zweiter Platz                                                        | Dritter Platz                                                |
| Frauen-Zweier                             | DeutschlandLaura Nolte Deborah Levi                                                | DeutschlandKim Kalicki Leonie Fiebig                                 | KanadaChristine de Bruin Kristen Bujnowski                   |
| Männer-Zweier                             | DeutschlandFrancesco Friedrich Thorsten Margis                                     | DeutschlandJohannes Lochner Christian Rasp                           | KanadaJustin Kripps Cam Stones                               |
| Männer-Vierer                             | DeutschlandFrancesco Friedrich Martin Grothkopp Thorsten Margis Alexander Schüller | LettlandOskars Ķibermanis Intars Dambis Matīss Miknis Dāvis Spriņģis | KanadaJustin Kripps Ryan Sommer Benjamin Coakwell Cam Stones |

| 3. Weltcup in Altenberg, 4./5. Dezember 2021 | 3. Weltcup in Altenberg, 4./5. Dezember 2021                                  | 3. Weltcup in Altenberg, 4./5. Dezember 2021                        | 3. Weltcup in Altenberg, 4./5. Dezember 2021                                          |
| -------------------------------------------- | ----------------------------------------------------------------------------- | ------------------------------------------------------------------- | ------------------------------------------------------------------------------------- |
| Disziplin                                    | Erster Platz                                                                  | Zweiter Platz                                                       | Dritter Platz                                                                         |
| Frauen-Zweier                                | Vereinigte StaatenKaillie Humphries Kaysha Love                               | DeutschlandLaura Nolte Deborah Levi                                 | KanadaChristine de Bruin Kristen Bujnowski                                            |
| Männer-Zweier                                | DeutschlandFrancesco Friedrich Alexander Schüller                             | DeutschlandJohannes Lochner Christopher Weber                       | RusslandRostislaw Gaitjukewitsch Michail Mordassow                                    |
| Männer-Vierer                                | DeutschlandFrancesco Friedrich Thorsten Margis Candy Bauer Alexander Schüller | ÖsterreichBenjamin Maier Sascha Stepan Markus Sammer Kristian Huber | RusslandRostislaw Gaitjukewitsch Michail Mordassow Wladislaw Scharowzew Pawel Trawkin |

| 4. Weltcup in Winterberg, 11./12. Dezember 2021 | 4. Weltcup in Winterberg, 11./12. Dezember 2021                                    | 4. Weltcup in Winterberg, 11./12. Dezember 2021                            | 4. Weltcup in Winterberg, 11./12. Dezember 2021                     |
| ----------------------------------------------- | ---------------------------------------------------------------------------------- | -------------------------------------------------------------------------- | ------------------------------------------------------------------- |
| Disziplin                                       | Erster Platz                                                                       | Zweiter Platz                                                              | Dritter Platz                                                       |
| Frauen-Zweier                                   | DeutschlandLaura Nolte Deborah Levi                                                | DeutschlandMariama Jamanka Alexandra Burghardt                             | DeutschlandKim Kalicki Leonie Fiebig                                |
| Männer-Vierer                                   | DeutschlandFrancesco Friedrich Thorsten Margis Alexander Schüller Martin Grothkopp | DeutschlandJohannes Lochner Christopher Weber Christian Rasp Florian Bauer | KanadaJustin Kripps Ryan Sommer Cam Stones Benjamin Coakwell        |
| Männer-Vierer                                   | DeutschlandFrancesco Friedrich Alexander Schüller Candy Bauer Thorsten Margis      | GroßbritannienBrad Hall Nick Gleeson Greg Cackett Taylor Lawrence          | ÖsterreichBenjamin Maier Sascha Stepan Kristian Huber Markus Sammer |

| 5. Weltcup in Altenberg, 18./19. Dezember 2021 | 5. Weltcup in Altenberg, 18./19. Dezember 2021                                     | 5. Weltcup in Altenberg, 18./19. Dezember 2021               | 5. Weltcup in Altenberg, 18./19. Dezember 2021                                 |
| ---------------------------------------------- | ---------------------------------------------------------------------------------- | ------------------------------------------------------------ | ------------------------------------------------------------------------------ |
| Disziplin                                      | Erster Platz                                                                       | Zweiter Platz                                                | Dritter Platz                                                                  |
| Frauen-Zweier                                  | DeutschlandKim Kalicki Lisa Buckwitz                                               | DeutschlandMariama Jamanka Alexandra Burghardt               | Vereinigte StaatenKaillie Humphries Sylvia Hoffman                             |
| Männer-Zweier                                  | DeutschlandFrancesco Friedrich Thorsten Margis                                     | DeutschlandChristoph Hafer Issam Ammour                      | KanadaJustin Kripps Cam Stones                                                 |
| Männer-Vierer                                  | DeutschlandFrancesco Friedrich Thorsten Margis Martin Grothkopp Alexander Schüller | KanadaJustin Kripps Ryan Sommer Cam Stones Benjamin Coakwell | RusslandRostislaw Gaitjukewitsch Michail Mordassow Pawel Trawkin Alexei Laptew |

| 6. Weltcup in Sigulda, 1./2. Januar 2022 | 6. Weltcup in Sigulda, 1./2. Januar 2022           | 6. Weltcup in Sigulda, 1./2. Januar 2022 | 6. Weltcup in Sigulda, 1./2. Januar 2022   |
| ---------------------------------------- | -------------------------------------------------- | ---------------------------------------- | ------------------------------------------ |
| Disziplin                                | Erster Platz                                       | Zweiter Platz                            | Dritter Platz                              |
| Frauen-Zweier                            | Vereinigte StaatenElana Meyers Taylor Lake Kwaza   | GroßbritannienMica McNeill Adele Nicoll  | KanadaChristine de Bruin Kristen Bujnowski |
| Männer-Zweier                            | RusslandRostislaw Gaitjukewitsch Michail Mordassow | GroßbritannienBrad Hall Greg Cackett     | ÖsterreichBenjamin Maier Markus Sammer     |
| Männer-Zweier                            | DeutschlandFrancesco Friedrich Thorsten Margis     | GroßbritannienBrad Hall Nick Gleeson     | LettlandOskars Ķibermanis Matīss Miknis    |

| 7. Weltcup in Winterberg, 8./9. Januar 2022 | 7. Weltcup in Winterberg, 8./9. Januar 2022                                   | 7. Weltcup in Winterberg, 8./9. Januar 2022                       | 7. Weltcup in Winterberg, 8./9. Januar 2022                                      |
| ------------------------------------------- | ----------------------------------------------------------------------------- | ----------------------------------------------------------------- | -------------------------------------------------------------------------------- |
| Disziplin                                   | Erster Platz                                                                  | Zweiter Platz                                                     | Dritter Platz                                                                    |
| Frauen-Zweier                               | DeutschlandLaura Nolte Deborah Levi                                           | DeutschlandKim Kalicki Leonie Fiebig                              | Vereinigte StaatenKaillie Humphries Sylvia Hoffman                               |
| Männer-Zweier                               | DeutschlandFrancesco Friedrich Alexander Schüller                             | DeutschlandJohannes Lochner Candy Bauer                           | KanadaJustin Kripps Cam Stones                                                   |
| Männer-Vierer                               | DeutschlandFrancesco Friedrich Alexander Schüller Candy Bauer Thorsten Margis | GroßbritannienBrad Hall Nick Gleeson Taylor Lawrence Greg Cackett | Vereinigte StaatenHunter Church Joshua Williamson Charles Volker Kristopher Horn |

| 8. Weltcup und Bob-Europameisterschaft in St. Moritz, 15./16. Januar 2022 | 8. Weltcup und Bob-Europameisterschaft in St. Moritz, 15./16. Januar 2022 | 8. Weltcup und Bob-Europameisterschaft in St. Moritz, 15./16. Januar 2022            | 8. Weltcup und Bob-Europameisterschaft in St. Moritz, 15./16. Januar 2022      |
| ------------------------------------------------------------------------- | ------------------------------------------------------------------------- | ------------------------------------------------------------------------------------ | ------------------------------------------------------------------------------ |
| Disziplin                                                                 | Erster Platz                                                              | Zweiter Platz                                                                        | Dritter Platz                                                                  |
| Frauen-Zweier                                                             | DeutschlandKim Kalicki Lisa Buckwitz                                      | DeutschlandMariama Jamanka Kira Lipperheide                                          | DeutschlandLaura Nolte Deborah Levi                                            |
| Männer-Zweier                                                             | DeutschlandFrancesco Friedrich Thorsten Margis                            | KanadaJustin Kripps Cam Stones                                                       | DeutschlandJohannes Lochner Florian Bauer                                      |
| Männer-Vierer                                                             | LettlandOskars Ķibermanis Matīss Miknis Edgars Nemme Dāvis Spriņģis       | DeutschlandFrancesco Friedrich Alexander Schüller Martin Grothkopp Alexander Rödiger | RusslandRostislaw Gaitjukewitsch Michail Mordassow Pawel Trawkin Alexei Laptew |

## Gesamtwertung

### Frauen Zweierbob
| Rang | Pilotin              | IG1 | IG2 | AB1 | WB1 | AB2 | SIG | WB2 | STM | Punkte |
| ---- | -------------------- | --- | --- | --- | --- | --- | --- | --- | --- | ------ |
| 01.  | Elana Meyers Taylor  | 07  | 05  | 05  | 06  | 04  | 01  | 04  | 05  | 1505   |
| 02.  | Laura Nolte          | 01  | 01  | 02  | 01  | 06  | –   | 01  | 03  | 1486   |
| 03.  | Kim Kalicki          | 02  | 02  | 04  | 03  | 01  | –   | 02  | 01  | 1472   |
| 04.  | Christine de Bruin   | 03  | 03  | 03  | 04  | 16  | 03  | 05  | 06  | 1448   |
| 05.  | Kaillie Humphries    | 04  | 10  | 01  | 05  | 03  | –   | 03  | 04  | 1337   |
| 06.  | Mariama Jamanka      | 04  | 04  | 10  | 02  | 02  | –   | 09  | 02  | 1310   |
| 07.  | Nadeschda Sergejewa  | 08  | 09  | 06  | 10  | 08  | 15  | 10  | 08  | 1200   |
| 08.  | Qing Ying            | 13  | 16  | 08  | 17  | 09  | 06  | 17  | 15  | 0984   |
| 09.  | Anastassija Makarowa | 18  | 18  | 12  | 14  | 05  | 05  | 16  | 14  | 0976   |
| 10.  | Andreea Grecu        | 17  | 14  | 07  | 14  | 11  | 07  | 20  | 13  | 0972   |
| 11.  | Mingming Huai        | 20  | 19  | 08  | 19  | 10  | 04  | 06  | 18  | 0968   |
| 12.  | Melanie Hasler       | 06  | 07  | 13  | 09  | 14  | –   | 13  | 17  | 0936   |
| 13.  | Melissa Lotholz      | 09  | 11  | 11  | 11  | 07  | –   | 18  | 12  | 0936   |
| 14.  | Cynthia Appiah       | 12  | 08  | 14  | 08  | 21  | –   | 12  | 07  | 0918   |
| 15.  | Ljubow Tschernych    | 11  | 13  | 18  | 20  | 12  | 09  | 19  | 09  | 0910   |
| 16.  | Martina Fontanive    | 15  | 12  | 21  | 21  | 15  | 11  | 07  | 10  | 0908   |
| 17.  | Katrin Beierl        | 10  | 06  | 16  | 12  | 13  | 16  | 11  | –   | 0896   |
| 18.  | Mica McNeill         | 16  | 20  | 19  | 18  | 17  | 02  | 14  | 11  | 0864   |
| 19.  | An Vannieuwenhuyse   | 21  | 21  | 15  | 16  | 18  | 10  | 15  | –   | 0652   |
| 20.  | Breeana Walker       | 22  | 23  | –   | 07  | –   | 18  | 08  | 15  | 0618   |
| 21.  | Giada Andreutti      | 22  | 21  | 20  | –   | 20  | 14  | –   | 19  | 0440   |
| 22.  | Ashleigh Werner      | 19  | 17  | 17  | –   | –   | 12  | –   | –   | 0378   |
| 23.  | Margot Boch          | 13  | 15  | –   | 13  | –   | –   | –   | –   | 0344   |
| 24.  | Kim Yoo-ran          | 24  | 24  | –   | –   | 19  | 13  | –   | –   | 0284   |
| 25.  | Stephanie Schneider  | –   | –   | –   | –   | –   | 08  | –   | –   | 0160   |
| 26.  | Anne Spreeuwers      | –   | –   | –   | –   | –   | 17  | –   | –   | 1288   |

### Männer Zweierbob
| Rang | Pilot                    | IG1 | IG2 | AB1 | AB2 | SI1 | SI2 | WIB | STM | Punkte |
| ---- | ------------------------ | --- | --- | --- | --- | --- | --- | --- | --- | ------ |
| 01.  | Francesco Friedrich      | 01  | 01  | 01  | 01  | 12  | 01  | 01  | 01  | 1703   |
| 02.  | Justin Kripps            | 04  | 03  | 06  | 03  | 04  | 08  | 03  | 02  | 1530   |
| 03.  | Rostislaw Gaitjukewitsch | 06  | 04  | 03  | 06  | 01  | 07  | 04  | 04  | 1521   |
| 04.  | Johannes Lochner         | 02  | 02  | 02  | 10  | 06  | 09  | 02  | 03  | 1512   |
| 05.  | Brad Hall                | 03  | 05  | 11  | 09  | 02  | 02  | 06  | 06  | 1444   |
| 06.  | Christoph Hafer          | 15  | 06  | 05  | 02  | 10  | 10  | 05  | 08  | 1306   |
| 07.  | Michael Vogt             | 07  | 08  | 09  | 10  | 13  | 13  | 09  | 09  | 1168   |
| 08.  | Oskars Ķibermanis        | 12  | 13  | 14  | 18  | 08  | 03  | 11  | 05  | 1120   |
| 09.  | Simon Friedli            | 09  | 18  | 08  | 05  | 05  | 05  | 08  | –   | 1104   |
| 10.  | Romain Heinrich          | 17  | 12  | 09  | 08  | 07  | 12  | 12  | 11  | 1088   |
| 11.  | Benjamin Maier           | 11  | 15  | 07  | 07  | 03  | 04  | dns | –   | 0968   |
| 12.  | Won Yun-jong             | 17  | 21  | 17  | 21  | 09  | 06  | 07  | 07  | 0964   |
| 13.  | Chris Spring             | 08  | 14  | 04  | 04  | –   | –   | 10  | 13  | 0920   |
| 14.  | Mihai Țentea             | 10  | 07  | 12  | 20  | 14  | 20  | 21  | 20  | 0818   |
| 15.  | Maxim Andrianow          | 19  | 23  | 19  | 14  | 14  | 14  | 16  | 19  | 0704   |
| 16.  | Dominik Dvořák           | 14  | 17  | 16  | 16  | dns | –   | 17  | 10  | 0656   |
| 17.  | Codie Bascue             | 05  | 10  | 23  | 22  | 19  | 10  | –   | –   | 0652   |
| 18.  | Markus Treichl           | 22  | 11  | 15  | 15  | 22  | 21  | –   | 12  | 0646   |
| 19.  | Hunter Church            | 20  | 20  | 18  | 23  | 16  | 16  | 13  | 25  | 0618   |
| 20.  | Patrick Baumgartner      | 24  | 25  | 13  | 13  | 18  | 17  | –   | 16  | 0589   |
| 21.  | Ivo de Bruin             | 16  | 22  | 24  | 19  | 21  | 19  | 19  | 17  | 0569   |
| 22.  | Li Chunjian              | 26  | –   | –   | 16  | 17  | 15  | 18  | 21  | 0466   |
| 23.  | Sun Kaizhi               | 25  | 18  | –   | –   | 20  | 18  | 14  | 21  | 0436   |
| 24.  | Emīls Cipulis            | –   | –   | 21  | 17  | 11  | –   | –   | 14  | 0398   |
| 25.  | Rudy Rinaldi             | 13  | 09  | –   | –   | –   | –   | –   | 23  | 0322   |
| 26.  | Lamin Deen               | 23  | 26  | 20  | 25  | –   | –   | dns | 23  | 0244   |
| 27.  | Frank DelDuca            | –   | –   | –   | –   | –   | –   | 15  | 15  | 0208   |
| 28.  | Dāvis Kaufmanis          | –   | 15  | 22  | dns | –   | –   | –   | –   | 0160   |
| 29.  | Mattia Variola           | 21  | 24  | dns | 24  | –   | –   | –   | –   | 0152   |
| 30.  | Suk Young-jin            | –   | –   | –   | –   | –   | –   | 20  | 26  | 0104   |
| 31.  | Ryo Shinohara            | 27  | 28  | –   | 26  | –   | –   | –   | –   | 1496   |
| 32.  | Taylor Austin            | –   | –   | –   | –   | –   | –   | –   | 18  | 1280   |
| 33.  | Shao Yijun               | –   | 27  | 25  | –   | –   | –   | –   | –   | 1272   |
| 34.  | Dražen Silić             | –   | –   | –   | –   | –   | –   | 22  | –   | 1456   |
| 35.  | Edson Luques Bindilatti  | –   | –   | –   | –   | –   | –   | –   | 27  | 1232   |

### Männer Viererbob
| Rang | Pilot                    | IG1 | IG2  | AB1 | WB1 | WB2 | AB2 | WB3 | STM | Punkte |
| ---- | ------------------------ | --- | ---- | --- | --- | --- | --- | --- | --- | ------ |
| 01.  | Francesco Friedrich      | 01  | 01   | 01  | 01  | 01  | 01  | 01  | 02  | 1785   |
| 02.  | Justin Kripps            | 06  | 03   | 05  | 03  | 04  | 02  | 05  | 05  | 1530   |
| 03.  | Rostislaw Gaitjukewitsch | 07  | 04   | 03  | 07  | 05  | 03  | 07  | 03  | 1480   |
| 04.  | Brad Hall                | 02  | 11   | 09  | 05  | 02  | 07  | 02  | 08  | 1430   |
| 05.  | Johannes Lochner         | 02  | 07   | 04  | 02  | 05  | 21  | 04  | 05  | 1402   |
| 06.  | Oskars Ķibermanis        | 05  | 02   | 11  | 08  | 11  | 05  | 09  | 01  | 1395   |
| 07.  | Michael Vogt             | 09  | 10   | 06  | 09  | 07  | 06  | 18  | 07  | 1216   |
| 08.  | Benjamin Maier           | 04  | 05   | 02  | 06  | 03  | 04  | –   | –   | 1154   |
| 09.  | Maxim Andrianow          | 10  | 08   | 07  | 17  | 09  | 14  | 06  | 12  | 1128   |
| 10.  | Hunter Church            | 08  | 05   | 21  | 10  | 11  | 13  | 03  | 13  | 1126   |
| 11.  | Christoph Hafer          | 17  | dsq. | 08  | 04  | 08  | 08  | 10  | 04  | 1088   |
| 12.  | Christopher Spring       | 13  | 24   | 11  | 13  | 15  | 15  | 08  | 09  | 0941   |
| 13.  | Romain Heinrich          | 22  | 09   | 17  | 21  | 17  | 08  | 21  | 11  | 0804   |
| 14.  | Won Yun-jong             | 15  | 23   | 18  | 16  | 14  | 18  | 14  | 10  | 0778   |
| 15.  | Ivo de Bruin             | 11  | 18   | 22  | 11  | 18  | 22  | 12  | 17  | 0760   |
| 16.  | Simon Friedli            | 19  | 14   | 13  | 14  | 13  | 12  | 20  | –   | 0734   |
| 17.  | Dominik Dvořák           | 12  | 13   | 12  | 15  | 19  | 16  | –   | 20  | 0718   |
| 18.  | Markus Treichl           | 20  | 17   | 16  | 19  | 10  | 10  | –   | 16  | 0710   |
| 19.  | Mihai Țentea             | 16  | 15   | 15  | 17  | 20  | 19  | 18  | 21  | 0676   |
| 20.  | Codie Bascue             | 14  | 12   | 19  | 12  | 21  | 17  | –   | –   | 0592   |
| 21.  | Patrick Baumgartner      | 24  | 19   | 14  | 22  | 24  | 10  | –   | 18  | 0556   |
| 22.  | Lamin Deen               | 21  | 20   | 20  | 23  | 22  | 23  | 17  | 19  | 0516   |
| 23.  | Mattia Variola           | 18  | 21   | –   | 20  | 25  | 20  | –   | –   | 0318   |
| 24.  | Li Chunjian              | –   | –    | –   | 24  | 16  | –   | 15  | dns | 0245   |
| 25.  | Frank DelDuca            | –   | –    | –   | –   | –   | –   | 11  | 15  | 0240   |
| 26.  | Dāvis Kaufmanis          | –   | 16   | 23  | 25  | 23  | –   | –   | –   | 0236   |
| 27.  | Sun Kaizhi               | 25  | 22   | –   | –   | –   | –   | 13  | dns | 0216   |
| 28.  | Ryo Shinohara            | 26  | 26   | –   | 26  | 26  | dns | –   | –   | 0144   |
| 29.  | Suk Young-jin            | –   | –    | –   | –   | –   | –   | 16  | 24  | 0141   |
| 30.  | Taylor Austin            | –   | –    | –   | –   | –   | –   | –   | 13  | 0120   |
| 31.  | Shao Yijun               | 23  | 25   | –   | –   | –   | –   | –   | –   | 1290   |
| 32.  | Emīls Cipulis            | –   | –    | –   | –   | –   | –   | –   | 22  | 1256   |
| 33.  | Edson Luques Bindilatti  | –   | –    | –   | –   | –   | –   | –   | 23  | 1250   |

### Männer Kombination
Für die Wertung der Kombination werden die Punkte aus den Ergebnissen des Zweier- und Viererbobs addiert.
| Rang | Pilot                    | 2er  | 4er  | Gesamtpunkte |
| ---- | ------------------------ | ---- | ---- | ------------ |
| 01.  | Francesco Friedrich      | 1703 | 1785 | 3488         |
| 02.  | Justin Kripps            | 1530 | 1530 | 3060         |
| 03.  | Rostislaw Gaitjukewitsch | 1521 | 1480 | 3001         |
| 04.  | Johannes Lochner         | 1512 | 1402 | 2914         |
| 05.  | Brad Hall                | 1444 | 1430 | 2874         |
| 06.  | Oskars Ķibermanis        | 1120 | 1395 | 2515         |
| 07.  | Christoph Hafer          | 1306 | 1088 | 2394         |
| 08.  | Michael Vogt             | 1168 | 1216 | 2384         |
| 09.  | Benjamin Maier           | 0968 | 1154 | 2122         |
| 10.  | Romain Heinrich          | 1088 | 0804 | 1892         |
| 11.  | Christopher Spring       | 0920 | 0941 | 1861         |
| 12.  | Simon Friedli            | 1104 | 0734 | 1838         |
| 13.  | Maxim Andrianow          | 0704 | 1128 | 1832         |
| 14.  | Hunter Church            | 0618 | 1126 | 1744         |
| 15.  | Won Yun-jong             | 0964 | 0778 | 1742         |
| 16.  | Mihai Țentea             | 0818 | 0676 | 1494         |
| 17.  | Dominik Dvořák           | 0656 | 0718 | 1374         |
| 18.  | Markus Treichl           | 0646 | 0710 | 1356         |
| 19.  | Ivo de Bruin             | 0569 | 0760 | 1329         |
| 20.  | Codie Bascue             | 0652 | 0592 | 1244         |
| 21.  | Patrick Baumgartner      | 0589 | 0556 | 1145         |
| 22.  | Lamin Deen               | 0244 | 0516 | 0760         |
| 23.  | Li Chunjian              | 0466 | 0244 | 0710         |
| 24.  | Sun Kaizhi               | 0436 | 0216 | 0652         |
| 25.  | Mattia Variola           | 0152 | 0318 | 0470         |
| 26.  | Emīls Cipulis            | 0398 | 1256 | 0454         |
| 27.  | Frank DelDuca            | 0208 | 0240 | 0448         |
| 28.  | Dāvis Kaufmanis          | 0160 | 0236 | 0396         |
| 29.  | Suk Young-jin            | 0104 | 0141 | 0245         |
| 30.  | Ryo Shinohara            | 1496 | 0144 | 0240         |
| 31.  | Taylor Austin            | 1280 | 0120 | 0200         |
| 32.  | Shao Yijun               | 1272 | 1290 | 0162         |
| 33.  | Edson Luques Bindilatti  | 1232 | 1250 | 1282         |